# Kurixalus
Kurixalus es un género de anfibios de la familia Rhacophoridae. Habitan en la región indomalaya.

## Especies
Se reconocen las siguientes 14:
- Kurixalus ananjevae (Matsui & Orlov, 2004)
- Kurixalus appendiculatus (Günther, 1858)
- Kurixalus baliogaster (Inger, Orlov & Darevsky, 1999)
- Kurixalus banaensis (Bourret, 1939)
- Kurixalus berylliniris Wu, Huang, Tsai, Li, Jhang & Wu, 2016
- Kurixalus bisacculus (Taylor, 1962)
- Kurixalus eiffingeri (Boettger, 1895)
- Kurixalus idiootocus (Kuramoto & Wang, 1987)
- Kurixalus motokawai[2] Nguyen, Matsui & Eto, 2014
- Kurixalus naso (Annandale, 1912)
- Kurixalus odontotarsus (Ye & Fei, 1993)
- Kurixalus verrucosus (Boulenger, 1893)
- Kurixalus viridescens[3] Nguyen, Matsui & Duc, 2014
- Kurixalus wangi Wu, Huang, Tsai, Li, Jhang & Wu, 2016